# Борак (Кнежево)
Борак је насељено мјесто у општини Кнежево, Република Српска, БиХ. Према попису становништва из 1991. у насељу је живјело 348 становника.

## Становништво
По посљедњем службеном попису становништва из 1991. године, насељено мјесто Борак имало је 348 становника.
| Националност       | 1991.       | 1981. | 1971. |
| Срби               | 345 (99,14) |       |       |
| Хрвати             | 1 (0,29)    |       |       |
| остали и непознато | 2 (0,57)    |       |       |
| Укупно             | 348         | '     | '     |

| Демографија | Демографија | Демографија |
| Година      | Становника  | Становника  |
| ----------- | ----------- | ----------- |
| 1961.       | 594         |             |
| 1971.       | 777         |             |
| 1981.       | 688         |             |
| 1991.       | 337         |             |